# Diamantino Leong
Diamantino Leong (8 de outubro de 1986), conhecido como Adi, é um futebolista timorense que atua como guarda-redes. Atualmente defende o Rusa Fuik, equipa local.[carece de fontes?]

## Carreira internacional
Diamantino fez seu début internacional em 21 de março de 2003, na partida contra Sri Lanka pelos qualificatórios para a Copa Asiática da AFC, com 16 anos e 164 dias de idade.[carece de fontes?] Também jogou em quatro partidas das eliminatórias asiáticas para a Copa do Mundo FIFA de 2010.